# Красавицата и Звяра (франчайз)
Красавицата и Звяра (на английски: Beauty and the Beast) е американски медиен франчайз, собственост на Уолт Дисни Къмпани, който включва филмова поредица и допълнителни медии и стоки. Началото е дадено през 1991 г. с премиерата на едноименния анимационен филм, който води до продължения, издадени директно на видео и DVD, телевизионен сериал, театрална постановка, ресторант в Дисни Уърлд, няколко видеоигри, стоки и мюзикъл на Бродуей, който се превръща в десетият най-успешен в историята му, номиниран за девет награди „Тони“, като печели в категория най-добър дизайн на костюми. През 2017 г. „Дисни“ издава едноименния игрален римейк.
Бел е добавена към франчайза Принцеса на Дисни, докато Гастон, Лафу и вълците – към франчайза Злодеи на Дисни.

## Филми

### Анимационни
| Филм                                     | Премиера         | Режисьор(и)                                                                                      | Сценарист(и)                                                   | Продуцент(и)                |
| ---------------------------------------- | ---------------- | ------------------------------------------------------------------------------------------------ | -------------------------------------------------------------- | --------------------------- |
| Красавицата и Звяра                      | 13 ноември 1991  | Гари Трусдейл и Кърк Уайз                                                                        | Линда Улвъртън                                                 | Дон Хан                     |
| Красавицата и Звяра: Омагьосаната Коледа | 11 ноември 1997  | Анди Найт                                                                                        | Флип Коблър, Синди Маркъс, Бил Моц и Боб Рот                   | Лори Форте и Сюзън Капиджан |
| Вълшебният свят на Бел                   | 17 февруари 1998 | Кълън Блейн, Дейл Кейс, Даниел де ла Вега, Барбара Дурмашкин, Боб Клайн, Бърт Медали и Мич Рошън | Алис Браун, Ричард Край, Картър Крокър, Шърли Гитар и Чип Хенд | Боб Клайн и Дейвид Кинг     |

#### Красавицата и Звяра(1991)
Бел е млада жена, която заема мястото на баща си като затворник на Звяра. Слугите на Звяра, всички живи предмети, както и техният господар, са жертви на заклинание, което ги е превърнало в това, което са, и те се опитват да съберат Красавицата със своя господар, защото само когато Звяра намери някого, когото го обича, ще развали магията. Филмът е базиран на едноименната приказка от Жан-Мари Льопренс дьо Бомон и е част от епохата, известна като Ренесанс на „Дисни“. Премиерата му е на 13 ноември 1991 г.

#### Красавицата и Звяра: Омагьосаната Коледа(1997)
Продължение е Красавицата и Звяра. В една коледна нощ (след събитията от първия филм) г-жа Потс разказва историята, случваща се по време на събитията от първия филм, за това как Бел е убедила Звяра да празнуват Коледа в замъка. Филмът е издаден директно на видео и DVD на 11 ноември 1997 г.

#### Вълшебният свят на Бел(1998)
Продължение е на първия филм. Състои се от няколко истории, които се развиват по време на събитията от Красавицата и Звяра. Издаден е директно на видео и DVD на 17 февруари 1998 г.

### Игрални
| Филм                               | Премиера       | Режисьор     | Сценарист(и)                       | Продуцент(и)                   |
| ---------------------------------- | -------------- | ------------ | ---------------------------------- | ------------------------------ |
| Приказките на Бел за приятелството | 17 август 1999 | Джимбо Мичъл | Алис Браун и Ричард Крей           | Дейвид Кинг                    |
| Красавицата и Звяра                | 17 март 2017   | Бил Кондън   | Стивън Чбоски и Евън Спилиотопулос | Дейвид Хобърман и Тод Либерман |

#### Приказките на Бел за приятелството(1999)
Игрално-анимационен филм, издаден директно на видео и DVD на 17 август 1999 г. Бел разказва няколко истории, след което преминава към историята „Партито на г-жа Потс“.

#### Красавицата и Звяра(2017)
Игрален римейк на едноименния анимационен филм, чиято премиера е на 17 март 2017 г. Във филма участват Ема Уотсън в ролята на Бел, Дан Стивънс в ролята на Звяра, Люк Евънс като Гастон, Юън Макгрегър като Люмиер, Иън Маккелън като Когсуърт, Ема Томпсън в ролята на Госпожа Потс, Кевин Клайн в ролята на Морис и Джош Гад като Лефу.

### Допълнителна информация за екипа и продукцията
| Филм                                     | Екип/Детайли   | Екип/Детайли      | Екип/Детайли               | Екип/Детайли                                                             | Екип/Детайли                      | Екип/Детайли | Екип/Детайли |
| Филм                                     | Композитор     | Оператор          | Монтаж                     | Продуцентска компания                                                    | Разпространител                   | Времетраене  |              |
| ---------------------------------------- | -------------- | ----------------- | -------------------------- | ------------------------------------------------------------------------ | --------------------------------- | ------------ | ------------ |
| Красавицата и Звяра                      | Алън Менкен    |                   | Джон Карнокан              | Уолт Дисни Фичър Анимейшън                                               | Буена Виста Пикчърс Дистрибушън   | 84 минути    |              |
| Красавицата и Звяра: Омагьосаната Коледа | Рейчъл Портман |                   | Даниел Лий                 | Уолт Дисни Телевижън Анимейшън                                           | Уолт Дисни Хоум Видео             | 72 минути    |              |
| Вълшебният свят на Бел                   | Харви Коен     |                   | Лий Филипс и Джон Крайър   | Уолт Дисни Хоум Видео Дисни Видео Премиер Уолт Дисни Телевижън Анимейшън | Буена Виста Хоум Ентъртейнмънт    | 70 минути    |              |
| Приказките на Бел за приятелството       | Джеймс Хорнър  |                   | Парис Пейтън и Маркъс Уейз | Уолт Дисни Хоум Видео Уолт Дисни Телевижън Анимейшън                     | Буена Виста Хоум Ентъртейнмънт    | 70 минути    |              |
| Красавицата и Звяра                      | Алън Менкен    | Тобиас А. Шлислер | Вирджиния Кац              | Уолт Дисни Пикчърс Мандевил Филмс                                        | Уолт Дисни Студиос Моушън Пикчърс | 129 минути   |              |

## Сериали

### Изпей ми приказка с Бел(1995–1999)
Изпей ми приказка с Бел е спин-оф сериал, създаден от Патрик Дейвидсън и Мелиса Гулд. В него Бел притежава и управлява книжарница в селото. Сериалът съдържа 65 епизода и е излъчен по Дисни Ченъл от 8 септември 1995 г. до 11 декември 1999 г.

### Красавицата и Звяра: 30-та годишнина(2022)
Специален музикален телевизионен сериал, продуциран от Джон М. Чу и режисиран от Хамиш Хамилтън, излъчен на 15 декември 2022 г. по Ей Би Си, който включва невиждани досега музикални изпълнения на живо, заедно с нови декори и костюми, вдъхновени от анимационния филм.

## Мюзикъл
Мюзикъл, базиран на оригиналния филм, дебютира на 18 април 1994 г. на Бродуей в Палас Тиътър. Мюзикълът е режисиран от Робърт Джес Рот, продуциран от Дисни Театрикъл, с либрето от Линда Улвъртън. Красавицата и Звяра има на Бродуей 5461 представления между 1994 и 2007 г., превръщайки се в осмата най-продължителна продукция на Бродуей в историята.  Мюзикълът печели повече от 1,4 милиарда долара по целия свят и се играе в тринадесет държави и 115 града.

## Прием

### Боксофис и финансово представяне
Оригиналният филм Красавицата и Звяра, сценичният мюзикъл и игралният римейк получават изключително положителни отзиви. Различните други аспекти на франчайза, като продълженията директно на видео и DVD, получават смесени до отрицателни отзиви.
| Филм                                     | Премиера          | Бюджет                  | Боксофис бруто          | Боксофис бруто          | Боксофис бруто          | Класиране в боксофиса             | Класиране в боксофиса            |
| Филм                                     | Премиера          | Бюджет                  | Северна Америка         | Други територии         | Световен мащаб          | Северна Америка за всички времена | Световен мащаб за всички времена |
| Анимационни филми                        | Анимационни филми | Анимационни филми       | Анимационни филми       | Анимационни филми       | Анимационни филми       | Анимационни филми                 | Анимационни филми                |
| ---------------------------------------- | ----------------- | ----------------------- | ----------------------- | ----------------------- | ----------------------- | --------------------------------- | -------------------------------- |
| Красавицата и Звяра                      | 13 ноември 1991   | $25 милиона             | $218,967,620            | $206,000,000            | $424,967,620            | №150                              | №234                             |
| Красавицата и Звяра: Омагьосаната Коледа | 11 ноември 1997   | Директно на видео и DVD | Директно на видео и DVD | Директно на видео и DVD | Директно на видео и DVD | Директно на видео и DVD           | Директно на видео и DVD          |
| Вълшебният свят на Бел                   | 17 февруари 1998  | Директно на видео и DVD | Директно на видео и DVD | Директно на видео и DVD | Директно на видео и DVD | Директно на видео и DVD           | Директно на видео и DVD          |
| Приказките на Бел за приятелството       | 17 август 1999    | Директно на видео и DVD | Директно на видео и DVD | Директно на видео и DVD | Директно на видео и DVD | Директно на видео и DVD           | Директно на видео и DVD          |
| Игрален филм                             |                   |                         |                         |                         |                         |                                   |                                  |
| Красавицата и Звяра                      | 17 март 2017      | $160 милиона            | $504,014,165            | $759,506,961            | $1,263,521,126          | №8                                | №10                              |

### Критичен и обществен отговор
| Филм                                     | Rotten Tomatoes   | CinemaScore       |                   |
| Анимационни филми                        | Анимационни филми | Анимационни филми | Анимационни филми |
| ---------------------------------------- | ----------------- | ----------------- | ----------------- |
| Красавицата и Звяра                      | 93% (103 мнения)  | A+                |                   |
| Красавицата и Звяра: Омагьосаната Коледа | 13% (7 мнения)    | н/д               |                   |
| Вълшебният свят на Бел                   | 17% (6 мнения)    | н/д               |                   |
| Приказките на Бел за приятелството       | н/д               | н/д               |                   |
| Игрален филм                             |                   |                   |                   |
| Красавицата и Звяра                      | 71% (348 мнения)  | A                 |                   |